# Pedro López (Fußballspieler)
Pedro López Muñoz (* 1. November 1983 in Torrent), kurz Pedro López, ist ein ehemaliger spanischer Fußballspieler, der bis 2022 bei der SD Huesca in der spanischen Primera División spielte.

## Spielerkarriere
Pedro López startete seine Karriere als Fußballer beim großen FC Valencia, in dessen Jugend er bereits spielte. Im Jahre 2002 wurde er in das B-Team der Valencianer befördert, wo er zwei Jahre lang unter Vertrag stand. Anschließend wechselte der in Torrent geborene Abwehrspieler zum Erstligisten Racing Santander. Zwar bestritt er etwa die Hälfte aller Saisonspiele, aber durchsetzen konnte er sich in Nordspanien nicht. So ging es für ihn zunächst wieder eine Liga tiefer. Bei Real Valladolid startete der rechte Verteidiger einen Neuanfang. Seit seiner Ankunft dort bestritt er einen Großteil der Spiele und stieg mit seiner Mannschaft 2006/2007 sogar in die erste Liga auf. Dort konnte sich das Team drei Jahre lang halten, ehe am Ende der Saison 2009/10 der Abstieg folgte. Pedro López blieb dem Verein treu und spielt seitdem in der Segunda División.
Nach einem Jahr Zweitklassigkeit wechselte er jedoch im Juli 2011 zum Erstligisten UD Levante und unterschrieb dort einen Dreijahresvertrag.

## Erfolge
- 2006/07 – Aufstieg in die Primera División mit Real Valladolid